# Vodopády Hlbokého potoka
Vodopády Hlbokého potoka je soustava vodopádů v Jánošíkových dierach v Kriváňské Malé Fatře u obce Terchová.
Vodopády jsou přírodní památky a jsou součástí národní přírodní rezervace Rozsutec. Potok Diery překonává soustavou vodopádů v částech Jánošíkových dier Dolné diery, Nové diery, Horné diery a Tesná rizňa na krátkém úseku velký výškový rozdíl. Všechny vodopády se nacházejí u turisticky značených tras a jsou přístupné po lávkách a žebřících.
- Dolné diery – 2 vodopády (výška 1 m a 3,5 m)
- Nové diery – 4 vodopády (výška 1 m až 2 m)
- Horné diery – 9 vodopádů (výška 2 m až 4 m)
- Tesná rizňa – 2 vodopády (výška 1,6 m a 2 m)